# 이코마 (순양전함)
이코마(生駒)는 일본 제국 해군의 순양전함이다. 준공 시에는 일등 장갑순양함이었다. 쓰쿠바급 순양전함 2번함이다. 이코마라는 이름은 나라 현에 있는 이코마 산을 딴 것이다.

## 이력
전함에 준하는 위력을 가진 함포로 무장된 순양함으로 또한 여순항 봉쇄 작전에서 침몰한 전함 하쓰세, 야시마 두 척을 보완하기 위해 자매함 쓰쿠바와 함께 갑작스럽게 계획된 전함이다. 구레 해군 공창에서 건조되어 1912년에 분류 기준으로 순양전함이 신설되기 전까지는 일등함 (장갑순양함)이었다. 쓰쿠바급 2척 (쓰쿠바, 이코마)는 일본 함으로서 석탄과 중유를 같이 연소시키는 캔을 채용한 초창기의 군함이며, 충각을 세계 최초로 폐지한 주력함이다.